# Scutellosaurus
Scutellosaurus a fost numit așa în 1981 de către Edwin „Ned” Colbert, după plăcile osoase numite scuturi, îngropate în piele și ieșind în afară ca niște mici scuturi. Principalele fosile sunt două schelete parțiale, cu bucăți de craniu, din statul Arizona (SUA), plus multe scuturi desprinse.
Scutellosaurus era un dinozaur mic și primitiv, datând de acum 208 - 200 de milioane de ani, cu un amestec de carateristici primitive și ușor mai avansate. Cândva a fost inclus în aceeași grupă de ornitopode cu Lesothosaurus, dar apoi a fost considerat un tirefor sau „purtător de scut” primitiv. Ca și Scelidosaurus, a fost prezentat drept tipul de dinozaur din care se poate să fi evoluat una dintre grupele mai târzii și mai bine cunoscute de tireofoare, ca anchilozaurii cu armură sau stegozaurii cu plăci; sau se poate să fi semănat cu strămoșul comun al acestor două grupe.
Scutellosaurus era mic, zvelt și lung, cântărind probabil nu mai mult de 10 kilograme, în pofida armurii lui ușoare de scuturi cu forme de pene triunghiulare, conuri scunde, melcișori asimetrici și „spini” curbați. S-au găsit sute de scuturi fosilizate, dar dispunerea lor exactă pe gât, pe corpul alungit și pe coada și mai lungă nu este cunoscută.
Gura avea partea anterioară îngustă, ca un cioc, iar capul era protejat de asemenea de plăci osoase subțiri. Scutellosaurus putea, probabil, să alerge destul de rapid în patru labe, întrucât membrele sale anterioare aveau labe late și solide. Poate că se putea ridica, pentru a alerga, pe cele două picioare din spate, mai mari și mai lungi, dar corpul lung și armura probabil că îngreunau partea anterioară. Se estimează că numărul de scuturi ale unui Scutellosaurus era de la sub 200 la peste 400.